# Рандрианантенаина, Эмиль
Эмиль Рандрианантенаина (фр. Émile Randrianantenaina, род. 27 января 1989) — мадагаскарский шоссейный велогонщик.

## Карьера
Эмиль начал заниматься велоспортом примерно в 2005 году. У него есть двоюродный брат Намбининтоа, который также занимается велоспортом.
Впервые проявил себя в 2007 году, когда в возрасте 18 лет выиграл три этапа и занял третье место общем зачёте на Туре Мадагаскара. После этого выступления он стал одной из главных надежд мадагаскарского велоспорта. В 2010 и 2011 годах стал победителем Тура Мадагаскара.
В 2014 году в выиграл этап на Туре ДР Конго. В 2017 году он выиграл второй этап Trophée des As на время. В том же году на чемпионате Мадагаскара стал втором в групповой и индивидуальной гонках.
В 2018 году он выиграл чемпионат региона Аналаманги. В том же году он стал вице-чемпионом Мадагаскара в индивидуальной гонке, уступив только национальной легенде мадагаскарского велоспорта Жану Ракотондрасоа.
В июле 2019 года на Играх островов Индийского океана завоевал бронзовую медаль в командной гонке. 

## Достижения
2007
Тур Мадагаскара
3-й в генеральной классификации
5-й и 9-й этапы
2010
Тур Мадагаскара
2011
Тур Мадагаскара
1-й в генеральной классификации
8-й этап
2012
Trophée des As
1-й в генеральной классификации
1-й этап
2013
Trophée des As
1-й в генеральной классификации
2-й и 3-й этапы
3-й и 7-й (TTT) этапы на Тур Мадагаскара
2-й на Чемпионат Мадагаскара — групповая гонка
2014
6-й этап на Тур ДР Конго
2017
2-й этап (ITT) на Trophée des As
2-й на Чемпионат Мадагаскара — групповая гонка
2-й на Чемпионат Мадагаскара — индивидуальная гонка
2018
Championnat de l'Analamanga
2-й на Чемпионат Мадагаскара — групповая гонка
2019
 Игры островов Индийского океана — командная гонка